# Moomin et la Folle Aventure de l'été
Pour plus de détails, voir Fiche technique et Distribution.
Moomin et la Folle Aventure de l'été (Muumi ja vaarallinen juhannus) est un film d'animation austro-polono-finlandais réalisé en 2007 par Mia Lindberg et sorti sur les écrans en 2008. 
Le personnage Moomin a été créé dans les années 1950 par l'écrivain finlandaise Tove Jansson.
Sorti en 2008 en Finlande, le film est distribué en France le 11 novembre 2009.

## Synopsis
La famille Moomin passe des jours heureux dans leur paisible vallée. Lors d'un bel été, le volcan voisin entre en éruption et déclenche une incroyable montée des eaux.
La vallée inondée, la famille Moomin doit s'échapper de toute urgence. Trouvant refuge dans un théâtre flottant, ils font connaissance avec Emma, l'abracadabrante propriétaire des lieux.
Alors que le théâtre flottant repart au gré du courant, les enfants Moomin, assoupis sur une branche d'arbre, se retrouvent séparés de leurs parents.
Commence alors leur folle aventure pour les retrouver !

## Fiche technique
- Titre : Moomin et la Folle Aventure de l'été
- Titre original : Muumi ja vaarallinen juhannus
- Pays d'origine :  Finlande •  Autriche •  Pologne
- Format : Couleurs - 1,85:1 - Dolby Digital - 35 mm
- Genre : Film d'animation et fantasy
- Durée : 86 minutes
- Dates de sortie : 
  -  Finlande : 2008
  -  France : 11 novembre 2009